# 中谷宇平
中谷 宇平（なかや うへい、1863年11月15日（文久3年10月5日） - 1936年（昭和11年）2月27日）は、日本の政治家。衆議院議員（3期）。

## 経歴
石川県出身。陶器製造業を営む。塩津村(のち片山津町、現・加賀市)長、石川県町村会長、安全自動車(株)取締役、温泉電軌(株)監査役となる。
1902年の第7回衆議院議員総選挙において石川県郡部から自由党公認で立候補して初当選。1903年の第8回衆議院議員総選挙で再選。1904年の第9回衆議院議員総選挙で三選した。衆議院議員を3期務め、1908年の第10回衆議院議員総選挙は不出馬。地元で村長を二期務めたが、1936年に死去した。

## 家族
- 父・中谷宇平（先代） - 農業[6]。加賀・中谷家本家。分家の親戚に大分県由布院「亀の井別荘」の中谷巳次郎、学者の中谷宇吉郎・中谷治宇二郎兄弟らがいる。[7]
- 弟・中谷保 - 安全自動車、山王ホテル創業者。[8]
- 子・中谷三郎（-1919） - 慶応大学卒業後、商船会社勤務、ロンドンで肺炎から結核となり退社、妻の志ずと名古屋に駆け落ちし、名古屋駅裏の芝居小屋に暮らして大衆演劇の台本書きをしていたが、妻子を残して死去。 2歳の娘は宇平が引き取り育てた。[9]
- 曾孫・伊勢谷功 - 真宗大谷派常願寺僧侶。三郎の娘と常願寺住職の長男との子。[9]